# Unión de los Tipógrafos
La Unión de los Tipógrafos es una Sociedad mutualista chilena fundada inicialmente el 18 de septiembre de 1853 bajo el nombre de Sociedad Tipográfica de Santiago por el tipógrafo peruano Victorino Laínez, en la capital chilena, figurando entre las primeras asociaciones mutualistas de América Latina.

## Historia
Rescatando en parte la anterior experiencia de la Sociedad de la Igualdad, la Sociedad Tipográfica de Santiago se transformó en la primera organización mutualista de Chile y un referente pionero en Latinoamérica. La idea inicial de Laínez —quien fuere el primer presidente activo, con Jacinto Núñez como vicepresidente— era crear una agrupación no mutual que congregara a los trabajadores de imprenta en servicio público, pero finalmente se estableció como una sociedad de socorros mutuos para todos los trabajadores tipográficos. En ella se instauró un fondo económico para gastos de enfermedad y entierro de los miembros, así como cursos y talleres dictados después de las jornadas de trabajo en las imprentas, con acceso libre para los integrantes de la sociedad.
En 1859 la Sociedad es reprimida por el gobierno de Manuel Montt, que ve en el surgimiento de la actividad mutualista una amenaza, y acaba por encarcelar y desterrar a sus principales dirigentes. Sin embargo la Sociedad ya había sentado bases y en 1855 se había conformado paralelamente la Sociedad Tipográfica de Valparaíso que, a su vez, sus estatutos fueron precedente para las sociedades tipográficas de Lima y Buenos Aires.
El 14 de febrero de 1869, la Sociedad es re-fundada por José Santos Valenzuela con el nombre de Sociedad Unión de los Tipógrafos alejando la política de sus fundamentos a fin de evitar nuevas desarticulaciones.
La Unión de los Tipógrafos prosperó en Santiago de Chile por más de un siglo ejerciendo los socorros mutuos, editando publicaciones, etc. Entre sus filas integraron muchos de los personajes más importantes de la actividad gráfica en la historia de Chile, como el tipógrafo polaco-español-chileno Mauricio Amster Cats.
Contaba con un edificio patrimonial ubicado en avenida Vicuña Mackenna, en Santiago Centro, que fue la sede de la Sociedad, y dos mausoleos en el Cementerio General de Santiago.[cita requerida]
Con el declive de la actividad tipográfica en los años ochenta y noventa en Chile, motivado principalmente por la proliferación de nuevas tecnologías para la industria de la imprenta y la ausencia de producción nacional y estudio de la disciplina, la Sociedad comenzó a perder relevancia y así mismo miembros, llegando a estar en manos de gente ajena a la actividad tipográfica subsistiendo más por arraigo histórico que por otra cosa.
Con el inicio del nuevo milenio, la tipografía vuelve a ocupar un lugar en la escena gráfica chilena, principalmente a partir de la experiencia originada por el colectivo Tipografia.cl y los docentes del Departamento de Estudios Tipográficos de la Universidad Católica[cita requerida], generándose actividad en la disciplina, incorporándose en los planes de estudios de las universidades y proliferando la publicación de textos sobre la materia. En este contexto y motivados por la investigación desarrollada por el profesor Eduardo Castillo Espinoza, en 2006 el nombre y la imagen de la Sociedad es rescatado por Felipe Cáceres y Conrado Muñoz[cita requerida], quienes conforman un colectivo de trabajo junto a Javier Quintana y Cristian Pasciani[cita requerida], desarrollando una publicación web uniondelostipografos.org que tiene como objetivo principal el fomento de la reflexión y la actividad de la disciplina tipográfica en Chile.
En 2007, con la incorporación de nuevos miembros, esta nueva agrupación asume la organización en Chile de la Tercera Bienal Latinoamericana de Tipografía «Tipos Latinos 2008», llevando a cabo una serie de actividades de carácter público en Santiago, en mayo y junio de 2008, y situando por primera vez una segunda sede chilena, Concepción, con actividades a desarrollarse en agosto y septiembre de 2008.